# سفارت پاکستان در کابل
سفارت پاکستان در کابل مأموریت دیپلماتیک پاکستان در افغانستان است. پاکستان همچنین کنسولگری‌هایی در ولایت‌های دیگر افغانستان از جمله هرات، جلال‌آباد، قندهار و مزار شریف دارد.
سفیر فعلی پاکستان در افغانستان منصور احمد خان است. سفیر پیشین زاهد نصرالله خان بود.
این سفارت که در محلهٔ کارته‌پروان، کابل واقع شده‌است، بزرگترین سفارت پاکستان در خارج از کشور از نظر اندازه و یکی از شلوغ‌ترین‌ها است. محل اقامت سفیر پاکستان و سفارت با هم با نام «مجتمع قواید اعظم» شناخته می‌شود.
در حال حاضر ۶۰ پرسنل مشغول به کار در این مأموریت وجود دارد. بودجه عملیاتی مأموریت‌های دیپلماتیک پاکستان در افغانستان در ۲۰۱۶ حدود ۵۲۷ میلیون ₨ برآورد شده.